# История Краснодарского края
История Краснодарского края — это история субъекта РФ, который был образован в 1937 году. Границы региона оформились в 1991 году. При этом значимые исторические процессы и явления имели место на данной территории с древнейших времён.

## Территория нынешней Кубани в древние времена
Территория Краснодарского края была обитаема в палеолите уже ок. 2 млн лет назад (стоянка «Кермек» на Таманском полуострове). Более 1,5 млн лет стоянке «Родники 1». На стоянке «Богатыри/Синяя балка» в Южном Приазовье в черепе жившего 1,5—1,2 млн л. н. кавказского носорога эласмотерия нашли застрявшее пиковидное орудие из окварцованного доломита. Интервалом 1,5—0,78 млн л. н. датируется местонахождение «Цимбал» у посёлка Сенной, более полумиллиона лет — стоянкам «Родники 2-4» и «Ильская-2» (в посёлке Ильский). Кроме охоты на таких крупных млекопитающих как южный слон (Archidiskodon meridionalis tamanensis) и кавказский эласмотерий создатели таманской раннеашельской индустрии занимались пляжевым собирательством белковой пищи в виде моллюсков, трупов морских животных и рыб.
Временем чаудинской трансгрессии Чёрного моря (~780—760 тыс. л. н.) датируется раннеашельское местонахождение Мыс Каменный в западной части Азовского побережья Таманского полуострова у мыса Каменный. Ашельская индустрия местонахождения Игнатенков Куток относится к морской изотопной стадии MIS 9 (~330—290 тыс. л. н.). Леваллуазская технология местонахождения Сорокин относится к морской изотопной стадии MIS 7 (~250—200 тыс. л. н.), сходная каменная индустрия выявлена на Тенгинском местонахождении на левом берегу реки Шапсухо на юго-восточной окраине посёлка Тенгинка. Возрастом 111,1 тыс. лет датируются среднепалеолитические находки на стоянке Широкий Мыс, расположенной на берегу Чёрного моря в 15 км к северо-западу от Туапсе.
Находки неандертальцев в Краснодарском крае известны из слоёв среднего палеолита Мезмайской пещеры (мустьерская культура), пещеры Матузка, Монашенской и Баракаевской пещер Губского ущелья. Для верхнего уровня слоя 2В4 возможно предположить палимпсест стоянок, оставленных разными группами неандертальцев (носителями восточного микока и хостинского мустье). В слое имеются артефакты, изготовленные из кремня Лысогорского месторождения, расположенного в Приазовье на расстоянии около 300 км от Мезмайской пещеры.
Неандертальцев сменили люди  современного вида в период позднего палеолита (моляр слоя 1С из Мезмайской пещеры, Ахштырская пещера). Имеются поселения эпохи среднего каменного века — мезолита. Наличие населения на Северном Кавказе в период нового каменного века (неолита) сейчас поставлено под сомнение.
В энеолите в степи и в горах появляется культура накольчатой жемчужной керамики. В эпоху раннего бронзового века то есть в период 3300—2700 гг. до н. э. на степной территории Предкавказья обитали племена новотиторовской культуры, входившей в общность ямной культуры, а также майкопской культуры. Позже в степях появились племена катакомбной культуры.
В среднюю бронзу степи населяли люди северокавказской культуры, а горные районы — дольменной культуры. В позднюю бронзу появилась новая культура, а на рубеже раннего железа — протомеоты.
Позже появились народы, о которых сохранились письменные сообщения. Таким населением на территории ныне именуемой «Кубань» и части территории ныне именуемой «Ставрополье» были меоты (синды, досхи, дандарии).
На черноморском побережье было несколько греческих колоний, которые позже вошли в состав Боспорского царства.
По некоторым сведениям с прикаспийских степей совершали набеги явно немногочисленные но воинственные сираки, которые позже ассимилировались с адыгами.

## Территория нынешней Кубани в Средние века и Новое Время
- 631 год — Кубрат основывает на Кубани государство Великую Булгарию и начинает династию булгарских ханов Дуло. Престольным городом становится Фанагория.

Территория Краснодарского края с VIII в. до середины X в. находилась в составе Хазарии. После разгрома Хазарского каганата в 965 киевским князем Святославом территория перешла под власть Киевской Руси и на ней было образовано Тмутараканское княжество. Позднее, в связи с усилением половцев и притязаний Византии в конце XI в. Тмутараканское княжество перешло под власть византийских императоров (до 1204 года).
В тот период истории и позже, в киевских летописях адыги впервые появились под наименованием (этнонимом) касоги, так например в «Слово о полку Игореве», был упомянут Редедя князь касожский.
В 1243—1438 территория нынешней Кубани входила в состав Золотой Орды. После распада последней, Кубань по частям отошла к Крымскому ханству и Османской империи, которая доминировала в регионе.
Россия начала оспаривать протекторат Османской империи над территорией в ходе русско-турецких войн.
В апреле 1783 года по указу Екатерины II Правобережная Кубань и Таманский полуостров были присоединены к Российской империи. В 1792-93 гг сюда переселяются запорожские (черноморские) казаки, образуется Область Войска Черноморского, с созданием сплошной кордонной линии по реке Кубань и оттеснением соседствующих адыгов.
В ходе военной кампании по установлению контроля над Северным Кавказом (Кавказская война 1763[уточнить]—1864) Россия к 1829 году оттеснила Османскую империю и с 1830-х гг. стала закрепляться на Черноморском побережье.

## Кубань в Российской империи

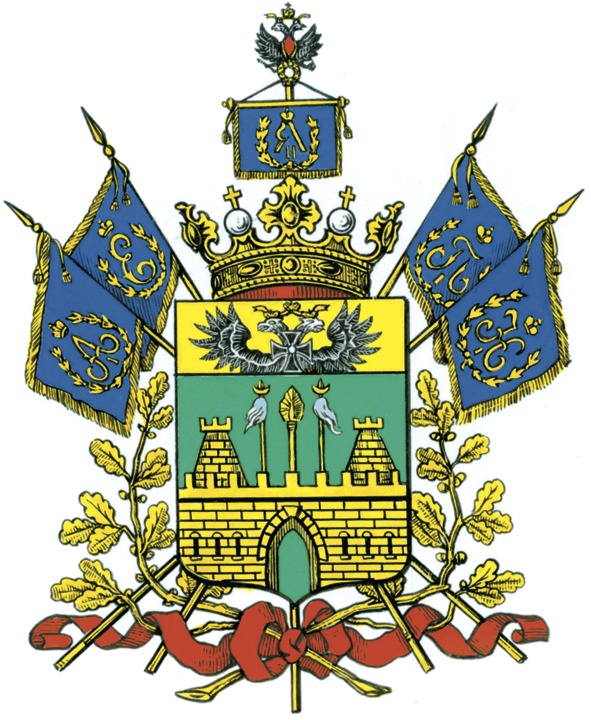
Герб Кубанской области

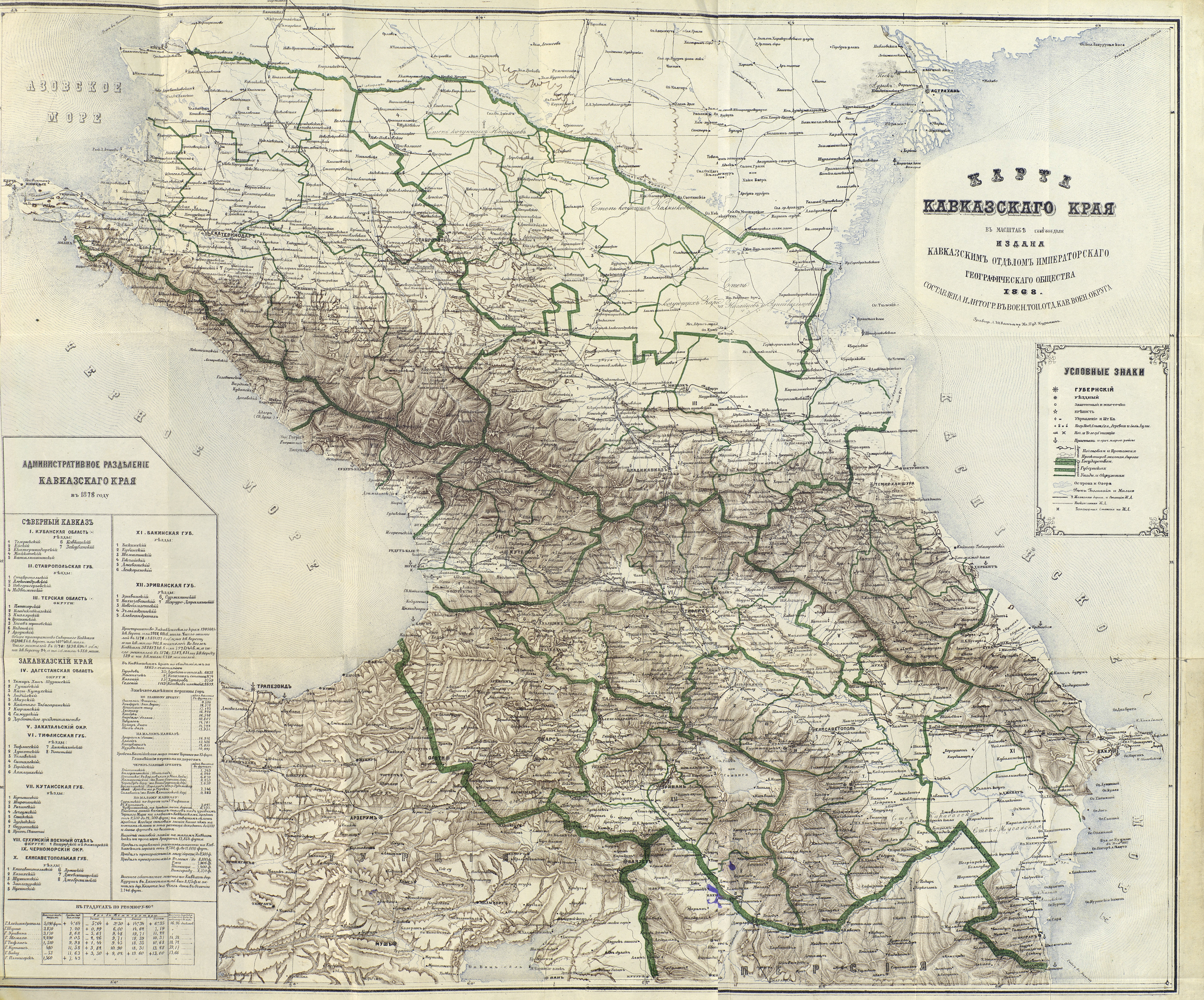
Карта Кавказского края. 1878 год

- 1783 год — Территория нынешнего Северное Прикубанье, где ранее кочевали ногаи, вошло в состав России после ликвидации Крымского ханства.

Для защиты пролегшей по реке Кубани границы, сюда в 1793-94 гг. были переселены остатки запорожских казаков, положившие начало освоению края.
Административно край получил статус «Земель Черноморского казачьего войска».
До Октябрьской революции 1917 года большую часть территории современного Краснодарского края занимала Кубанская область, образованная в 1860 из Черноморского казачьего войска, западной части Кавказского линейного казачьего войска. Кубанская область являлась территорией Кубанского казачьего войска.
- 1900 год — население области насчитывало около 2 млн человек.
- 1913 год — по валовому сбору зерна Кубанская область вышла на 2-е место в России, по производству товарного хлеба — на 1-е место. В области активно развивалась промышленность по переработке сельхозпродукции и химическая промышленность (созданы крупные акционерные общества), шло железнодорожное строительство.

## Послереволюционная Кубань
В 1918 году Кубанская область была занята большевиками и включена в территорию Северо-Кавказской Советской Республики. В результате Второго Кубанского похода перешла под контроль Добровольческой армии. В 1918—1920 годах существовала небольшевистская Кубанская народная республика. В начале 1920 года вновь занята Красной армией в ходе Кубано-Новороссийской операции.

### Кубанская народная республика
28 января 1918 года Кубанской краевой войсковой Радой во главе с Н. С. Рябоволом, на землях бывшей Кубанской области была провозглашена независимая Кубанская народная республика как часть будущей Российской Федеративной Республики. Но уже 16 февраля 1918 года Кубань была провозглашена независимой Самостоятельной Кубанской Народной Республикой.
В это время власть в крае переходила в руки большевиков. Их опорой было черноморье, где власть Советов в Туапсе установилась 3 ноября 1917 года, а в Новороссийске — 1 декабря 1917 года. В январе 1918 года советская власть была установлена в Армавире, Майкопе, Тихорецке, Темрюке и ряде станиц. Сформированные отряды Красной гвардии и части 39-й пехотной дивизии развернули наступление на Екатеринодар, который был занят 14 (1) марта. В этот период казачество занимало выжидательную позицию и не принимало сторону ни большевиков, ни белой армии; также игнорировались призывы к вступлению в кубанскую армию краевого правительства. Отступившее правительство Кубани пошло на переговоры с Добровольческой армией и в марте у станицы Ново-Дмитриевской были объединены добровольческие части и отряд Кубанской Рады В. Л. Покровского. Командующим объединённой армии стал Л. Г. Корнилов. Между командованием Добровольческой армии и Кубанским правительством был заключён договор о совместной борьбе с большевиками.
За период с весны до осени 1918 года на Кубани произошёл переход большинства казачьего населения к выступлению против большевиков. Этому способствовала конфискация и передел войсковых земель, перестройка 
сословного землепользования казачества и уравнивании его с остальной массой сельского населения; классовая политика большевиков, способствовавшая разжиганию сословной розни, что привело к росту числа 
погромов казаков, расстрелам и грабежам со стороны «иногородних»; мародёрство некоторых красноармейских отрядов, состоявших из иногородних и акты «расказачивания».
В течение всего 1918 года шла тайная борьба за влияние на Кубань между Украиной и Доном, которые имели своих союзников в Краевом правительстве и в перспективе стремились присоединить Кубань к себе. 28 мая 1918 года в Киев прибыла делегация главы Краевой Рады Рябовола. Официально предметом переговоров были вопросы установления межгосударственных отношений и оказание Украиной помощи Кубани в борьбе с
большевиками. Одновременно велись тайные переговоры о присоединении Кубани к Украине. О характере этих переговоров стало известно представителям Дона и под давлением донского правительства правительство
Кубани запретило своей делегации вести переговоры об объединении. Вместо этого были активизированы переговоры о помощи поставками оружия, которые успешно завершились, и уже в конце июня Украинская Держава
поставила на Кубань 9 700 винтовок, 5 млн патронов, 50 тыс. снарядов для 3-дюймовых орудий. Подобные поставки осуществлялись и в дальнейшем.
Однако тайные контакты между кубанцами и украинским правительством продолжались. В то время, когда Добровольческая армия готовилась к походу на Екатеринодар, украинская сторона предложила высадить десант на азовском побережье Кубани. В это время должно было начаться подготовленное казацкое восстание. Планировалось объединёнными усилиями изгнать большевиков и провозгласить объединение Украины и Кубани. Из Харькова на азовское побережье была переброшена дивизия Натиева (15 тысяч человек), однако план провалился как из-за двойной игры немцев, так и из-за промедления высших чинов военного министерства.
В начале августа 1918 года на Тамани вспыхнуло массовое восстание под предводительством полковника Перетятко, получившее помощь в виде оружия, боеприпасов и амуниции от немецких войск, дислоцировавшихся в Керчи. Повстанцы освободили Правобережную Кубань и создали условия для наступления Добровольческой армии, которая 17 августа взяла Екатеринодар.
23 июня в Новочеркасске проходит заседание Кубанского правительства, на котором решался вопрос о том, на кого ориентироваться в дальнейшем — на Украину или Добровольческую армию. Большинством голосов вопрос был решён в пользу добровольцев.

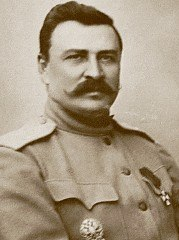
Генерал-майор Николай Адрианович Букретов, последний головной атаман республики

В дальнейшем отношения между Добровольческой армией и кубанскими лидерами обострились. Добровольцы рассматривали Кубань как неотъемлемую часть России, стремились к упразднению Кубанского правительства и Рады и подчинению атамана Кубанского казачьего войска командующему Добровольческой армии. Кубанцы же стремились отстоять свою самостоятельность и желали играть более важную роль при решении как военных, так и политических вопросов. Кроме того, борясь с противодействием кубанских властей, Деникин постоянно вмешивался во внутренние дела казачьих областей, что, в свою очередь, вызывало недовольство казачьих органов власти.
Кубанско-деникинское противостояние обострилось после 13 июня 1919 года. В это день на Южно-русской конференции глава Кубанской Краевой Рады Николай Рябовол выступил с речью, в которой критиковал деникинский режим. Этой же ночью он был застрелен в холле отеля «Палас» сотрудником деникинского «Особого совещания». Это убийство вызвало значительное возмущение на Кубани. Кубанские казаки стали покидать действующую армию; последующие события привели к тому, что дезертирство кубанцев стало массовым и их доля в войсках Деникина, в конце 1918 года составлявшая 68,75 %, к началу 1920 г. упала до 10 %, что стало одной из причин поражения белой армии.
Рада открыто объявила, что бороться нужно не только с Красной армией, но и с монархизмом, опирающимся на армию Деникина. Уже в начале осени депутатами Краевой Рады велась активная пропаганда по отделению Кубани от России, начались активные переговоры с Грузией и Украинской Народной республикой. Одновременно делегация Кубани на Парижской мирной конференции ставит вопрос о принятии Кубанской Народной республики в Лигу Наций и подписывают договор с представителями меджлиса Горской республики.
Так как в это время Горская республика воевала с Терским казачьим войском, то договор, заключённый между Кубанью и Горской республикой, мог рассматриваться как направленный против командования ВСЮР. Под этим 
предлогом 7 ноября 1919 г. Деникин приказывает предать полевому суду всех лиц, подписавших договор. Дальнейшие события стали известны под именем «кубанское действо», осуществлённое генералом Покровским. Священник А. И. Кулабухов был схвачен и повешен, остальные члены делегации, боясь расправы, на Кубань не вернулись. Кроме того, была разогнана Законодательная Рада, а десять её наиболее влиятельных членов были арестованы и принудительно высланы в Турцию. Функции Законодательной Рады были переданы Краевой Раде, власть Войскового атамана и правительства была усилена. Но уже через два месяца Краевая Рада восстановила Законодательную Раду и отменила все уступки ВСЮР.
В конце февраля — начале марта 1920 г. на фронте наступил перелом, Красная армия перешла в наступление. Деникин пытался бороться с дезертирством, направляя в кубанские станицы так называемые «отряды порядка», формируемые из донских казаков. Но это вызвало ещё большую враждебность кубанцев: станичники выносили решения об удалении Деникина с Кубани, участились массовые переходы казаков на сторону красных.
3 марта Красная армия начала Кубано-Новороссийскую операцию. Добровольческий корпус, Донская и Кубанские армии начали отход. 17 марта Красная Армия вошла в Екатеринодар. Кубанская армия была прижата к 
границе Грузии и 2-3 мая капитулировала. Кубанская народная республика, её правительство и Кубанское Казачье Войско были упразднены.

## Советский период
При активном давлении КП(б)У в 1920-х-начале 1930-х годов проводилась украинизация Кубани, Ставропольского края, части Северного Кавказа, Курской и Воронежской области РСФСР. В приказном порядке школы, организации, предприятия, газеты переводились на украинский язык обучения и общения.
1932—1933 годах Краснодарский край поразил массовый голод, который, по мнению некоторых казаков, был создан искусственно советской властью для торжества сплошной коллективизации. По мнению советской власти это позволило развивать индустриализацию по планам правительства.
13 сентября 1937 года постановлением ВЦИК Азово-Черноморский край был разделён на Краснодарский край с центром в Краснодаре и Ростовскую область с центром в Ростове-на-Дону.
В период Великой Отечественной войны Краснодарский край подвергся немецкой оккупации. В 1942 году оккупированная территория Краснодарского края включала в себя большую часть районов, за исключением Адлерского, Шапсугского, Туапсинского и Геленджикского районов, городов Сочи, Туапсе, Геленджик и нескольких станиц Абинского и Северского районов. Окончательное освобождение края от оккупантов произошло 9 октября 1943 года.
В январе 1961 года в Краснодаре произошли массовые беспорядки. Погиб ученик 10 класса, убитый часовым военной комендатуры.
В начале 1980 годов расследовалось сочинско-краснодарское дело о коррупции и злоупотреблениях на черноморском побережье Краснодарского края, в связи с которым в 1982 году был снят с работы 1-й секретарь Краснодарского крайкома КПСС С. Ф. Медунов.
Занимавший в 1982—1983 годах должность первого секретаря Краснодарского крайкома КПСС В. И. Воротников был переведён на пост председателя Совета Министров РСФСР.
Занимавший в 1983—1985 годах должность первого секретаря Краснодарского крайкома КПСС Г. П. Разумовский был переведён на пост заведующего отделом ЦК КПСС.
В 1985—1990 годах Краснодарский крайком КПСС возглавлял И. К. Полозков, избранный в июне 1990 первым секретарём ЦК КП РСФСР.
31 августа 1986 года в Цемесской бухте произошло столкновение пассажирского парохода «Адмирал Нахимов» и балкера (навалочника) «Пётр Васёв», в результате чего 423 человека погибли.

### Кубань в период распада СССР
В 1990 году Адыгейская автономная область вышла из состава края и вскоре была преобразована в Республику Адыгея.
Во время парада суверенитетов и распада СССР в ноябре 1991 года были провозглашены в качестве субъектов РСФСР соответственно:
- Армавирская Казачья Республика
- Верхне-Кубанская Казачья Республика.

Создание казачьих республик поддержал II Большой Круг Союза казаков, прошедший 7-10 ноября 1991 года в Ставрополе. 20 ноября 1991 года на созванном Союзом казачеств Юга России в Новочеркасске Большом казачьем круге Юга России провозглашено объединение нескольких провозглашённых казачьих республик (Донской, Терской, Армавирской, Верхне-Кубанской) в Союз Казачьих Республик Юга России со столицей в Новочеркасске и со статусом союзной республики в предполагавшемся новом союзном государстве (Союз Суверенных Государств). В составе Российской Федерации казачьи республики созданы не были.

## В Российской Федерации
В современный Краснодарский край входит большая часть территории бывшей Кубанской области (за исключением территории Республики Адыгеи, части территорий бывших Лабинского и Кавказского отделов, входящей ныне в состав Ставропольского края, части территории бывшего Ейского отдела, входящей ныне в состав Ростовской области, а также почти всей территории бывшего Баталпашинского отдела, на которой образована Карачаево-Черкесская Республика), почти вся территория бывшей Черноморской губернии (за исключением части территории бывшего Сочинского округа, входящей ныне в состав Краснодарского края) и территория севернее Еи — Куго-Еи, относившаяся к Области Войска Донского.
Во флаге современного Краснодарского края использованы цвета флага Кубанской народной республики.